# Kokainowe wybrzeże
Kokainowe wybrzeże (hiszp. Fariña) – hiszpański 10-odcinkowy telewizyjny serial kryminalny z 2018 r., wyprodukowany przez Atresmedia Televisión we współpracy z Bambú Producciones. Ekranizacja powieści zatytułowanej Gram koki z 2015 r., autorstwa Ignacia „Nacho” Carretery Pou.
Premierowa emisja serialu - pod hiszpańskojęzycznym tytułem Fariña - trwała od 28 lutego 2018 do 9 maja 2018 w stacji telewizyjnej Antena 3, zaś od 3 sierpnia 2018 jest on dostępny w Netfliksie pod nazwą Kokainowe wybrzeże (ang. Cocaine Coast).

## Opis fabuły
Akcja serialu rozgrywa się w latach 1981–1990, w północno-zachodniej części hiszpańskiego wybrzeża atlantyckiego Rías Baixas, w regionie Galicja. Restrukturyzacja tamtejszego rybołówstwa zatrzymuje w portach znaczną część lokalnej floty rybackiej, przez co sporo ludzi popada w długi. José Ramón Prado Bugallo, zwany Sito Miñanco – młody rybak z Cambados rozpoczyna karierę w przemycie papierosów i narkobiznesie, zapewniając wygodny punkt dostaw kartelom z Ameryki Łacińskiej. Topografia wybrzeża przy ujściu rzeki Arousa do Atlantyku ułatwia przemyt, czyniąc z tego miejsca główny szlak przerzutowy dla całego kraju. Wkrótce 80% docierającej do Hiszpanii kokainy trafia na galicyjskie wybrzeże. Hiszpański rząd zaostrza prawo, by to ukrócić. Rozpoczyna się Operacja Nécora.

## Wersja polska
W Polsce serial jest dostępny od 3 sierpnia 2018 w Netfliksie.

## Obsada
- Javier Rey jako Sito Miñanco
- Tristán Ulloa jako Sargento Darío Castro
- Antonio Durán jako Manuel Charlín
- Carlos Blanco jako Laureano Oubiña
- Manuel Lourenzo jako Vicente Otero Pérez "Terito"
- Xosé Antonio Touriñán jako Francisco "Paquito" Charlín Pomares
- Isabel Naveira jako Pilar Charlín
- Xulio Abonjo jako Ramón "Moncho" Charlín Pomares
- Tamar Novas jako Roque
- Eva Fernández jako Esther Lago
- Fran Lareu jako Olegario Falcón Piñeiro "Oli"
- Monti Castiñeiras jako Luis Colón "Colombo"
- Alfonso Agra jako Manuel Bustelo
- Carlos Sante jako Modesto Loval
- Miquel Fernández jako Juez Baltasar Garzón

## Lista odcinków
| Nr | Tytuł     | Długość  | Reżyser          | Premiera         |
| -- | --------- | -------- | ---------------- | ---------------- |
| 1  | 1981      | 71 minut | Carlos Sedes     | 28 lutego 2018   |
| 2  | 1982      | 73 minut | Carlos Sedes     | 7 marca 2018     |
| 3  | 1983      | 69 minut | Carlos Sedes     | 14 marca 2018    |
| 4  | 1984      | 69 minut | Carlos Sedes     | 21 marca 2018    |
| 5  | 1985      | 67 minut | Carlos Sedes     | 4 kwietnia 2018  |
| 6  | 1986      | 62 minut | Jorge Torregrosa | 11 kwietnia 2018 |
| 7  | 1987      | 61 minut | Jorge Torregrosa | 18 kwietnia 2018 |
| 8  | 1988      | 68 minut | Jorge Torregrosa | 25 kwietnia 2018 |
| 9  | 1989/1990 | 64 minut | Jorge Torregrosa | 2 maja 2018      |
| 10 | 1990      | 71 minut | Carlos Sedes     | 9 maja 2018      |

## Produkcja
Okres zdjęciowy trwał od maja do listopada 2017 r. w kilku lokalizacjach w hiszpańskiej Galicji (m.in. Ría de Muros y Noya, Monte Louro koło Muros, Noia, Porto do Son, Outes, Pontevedra, A Illa de Arousa, Vilanova de Arousa, O Porto de Meloxo, Illa da Toxa, Santiago de Compostela) oraz w Madrycie.

## Nagrody i nominacje
Premios Iris
| Rok  | Kategoria       | Osoba      | Wynik     |
| ---- | --------------- | ---------- | --------- |
| 2018 | Najlepszy aktor | Javier Rey | Nominacja |